# Reichsbund Deutscher Technik
Der Reichsbund Deutscher Technik (R.D.T.) wurde 1919 als politisch neutraler Bund aller Angehörigen technischer Berufe wie Architekten, Ingenieure, Handwerker und Arbeiter gegründet und ist bis Dezember 1935 nachweisbar. Er hieß anfänglich Bund technischer Berufsstände und war in Ortsgruppen organisiert. Die Mitgliederzahl betrug bereits Ende 1919 120.000 und 1924 über 300.000. Erster Vorsitzender war Hermann Friedrich Dahl, später Fritz Gerstenberg und ab April 1933 Gottfried Feder.